# Sapahaqui
Sapahaqui es una localidad y municipio de Bolivia, en la provincia de Loayza del departamento de La Paz. Cuenta con una población de 12.484 habitantes (2012). Se sitúa a una altitud de 3.134 msnm también es una área verde rica en flora y fauna.

## Historia

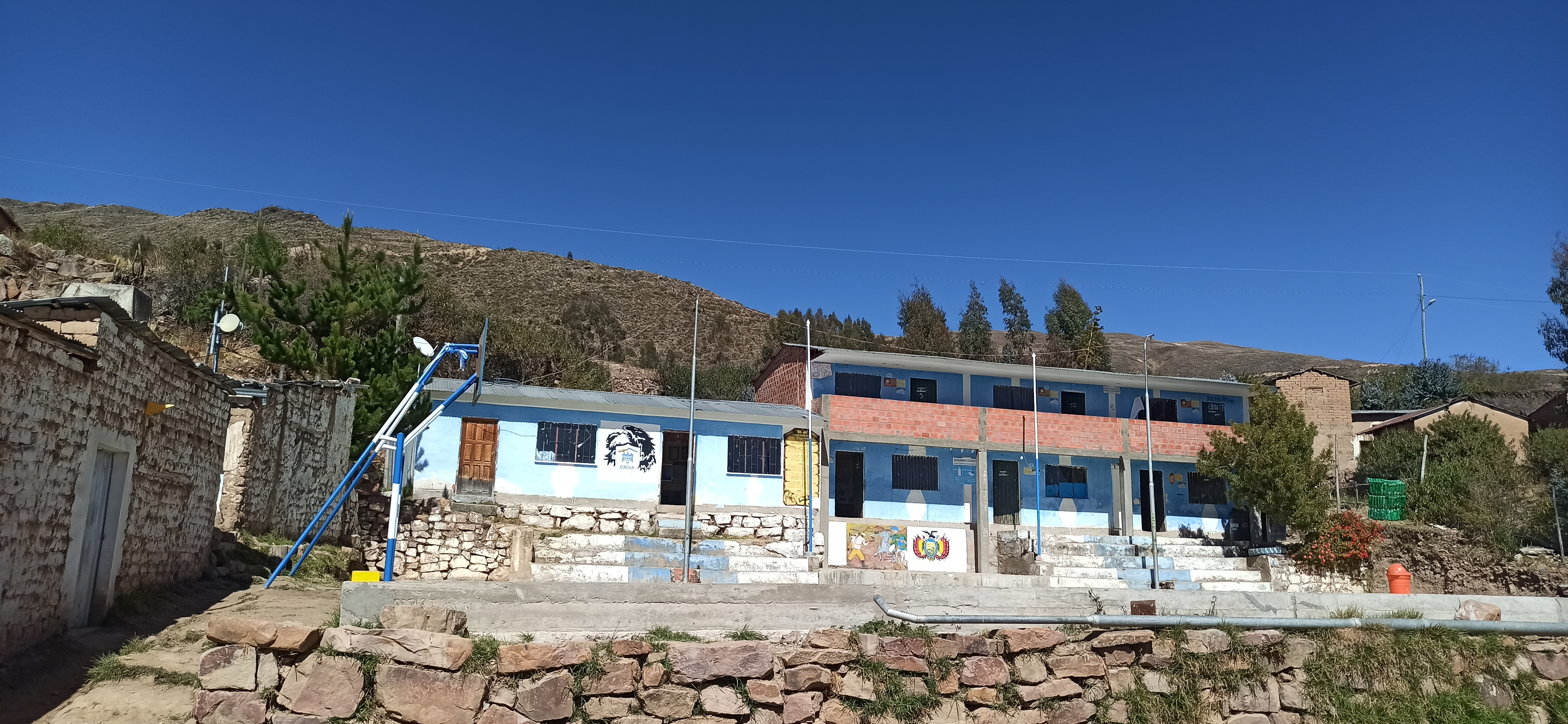
Unidad Educativa en la localidad de Cacha, ubicada en el municipio de Sapahaqui.

### Época precolombina
En la época precolombina, en lo que hoy comprende la provincia de Loayza, habitaban indígenas aimaras, perteneciente a los grupos humanos Suca - Suca, un pueblo de guerreros que se había unido a los incas sin perder su autonomía. 

### Época colonial
Los conquistadores españoles, atraídos por los ricos minerales de la región, se asentaron en ella y trajeron consigo a gente, especialmente de la tribu Suca - Suca. Establecieron misiones religiosas y centros de avanzada para explotar las minas de Araca, Sica Sica y otras.
En los valles los españoles enseñaron nuevas formas de cultivo de la tierra, los establecieron allí como peones, e introdujeron por primera vez el cultivo de árboles frutales.

### Época republicana
El año 1916 se creó la Segunda Sección Sapahaqui, de la cual Sapahaqui fue nombrada su capital. Durante muchos años fue uno de los refugios más cercanos de la ciudad de La Paz, muy visitada por su clima agradable, por su paisaje y sus buenas frutas del valle.

### Origen étnico
La población de Sapahaqui es parte de la cosmovisión andina del Collasuyo territorio de los Incas, los grupos étnicos que poblaron el Collasuyo hasta la llegada de los españoles eran: Aimara, Uru, Puquina y Quechua. El origen étnico al que pertenecen, la mayoría de los pobladores de Sapahaqui, es la tribu de los Suca-Suca.

## Relieve topográfico
La configuración del relieve topográfico de la zona donde se asienta la población de Sapahaqui, de cabecera de valle,  se presenta en un terreno en su mayoría plano con alguna irregularidad en dirección a la serranía Huayhuasi, con pendientes de 1% al 30%.

## Demografía
De acuerdo con el censo boliviano de 2024, la población del municipio de Sapahaqui es de 16 420 habitantes.
La población del municipio aumentó casi a la mitad entre 1992 y 2024:
| Año  | Habitantes (municipio) | Fuente |
| ---- | ---------------------- | ------ |
| 1992 | 8.318                  | Censo  |
| 2001 | 11.790                 | Censo  |
| 2012 | 12.365                 | Censo  |
| 2024 | 16.420                 | Censo  |

## Trama urbana
La trama urbana de la localidad de Sapahaqui es del tipo concentrada (aproximadamente 10 viviendas por manzano). Un 70% de las cuadras tiene más de 10 viviendas por manzano, un 20% de las cuadras tiene 10 viviendas por manzano y solo un 10% de las cuadras tienen entre 4 a 8 viviendas.
Algunas de las poblaciones ubicadas dentro del municipio son: Qhollpuma, Cebollar, Caracato, Huayhuasi, Maca Maca, Mantillani, Huancané.

## Idioma
El principal idioma hablado en la población es el aimara siendo la lengua materna, seguido por el español y quechua en menor número de personas. Asimismo, se estima que el 3% de la población solamente habla aimara, mayoritariamente perteneciente a la tercera edad.

## Clima
El clima predominante es templado. La temperatura media anual es de 13 °C. El período de lluvias se concentra entre diciembre y marzo, con una precipitación media anual de 394.7 mm.

## Actividades ocupacionales

### Agricultura
La población tiene una base económica de la producción frutícola en mayor escala como: el durazno, manzana, damasco, ciruela, uvas, higo, ocupa el primer lugar a nivel nacional en la producción de tuna y los productos que son fundamentalmente para la comercialización; y  hortalizas - tubérculos como la papa, tomate, cebolla, lechuga en sus diferentes variedades, etc. Algunos de esos productos que son destinadas principalmente para el auto consumo.

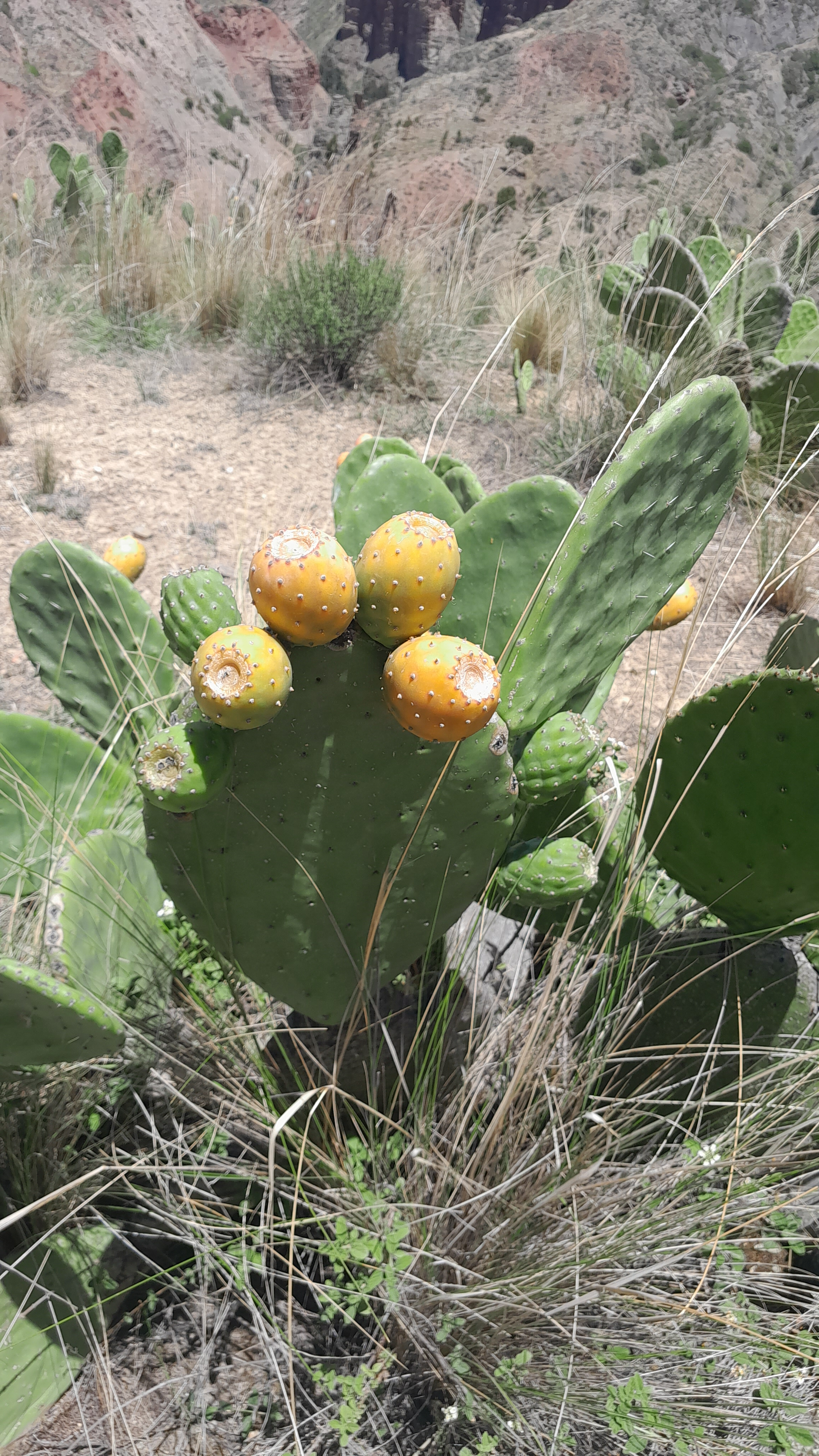
Tuna de comunidad Ayahuayco

La actividad del laboreo se realiza en dos periodos. El primero, el roturado, barbecho trabajo a y kupaña, que se realiza apenas finalizado la época de lluvias; y, el segundo el traslado de abono, al inicio del periodo de lluvias para la siembra, estas actividades generalmente se la realiza para los cultivos como la papa y otros tubérculos. Además de la mano de obra, también los agricultores utilizan maquinaria pesada como el tractor motocultor y otras máquinas. En área de laderas o en cercanías utilizan yuntas.

### Actividad pecuaria
La actividad pecuaria es complementaria a la agricultura. La actividad ganadera está basada en la crianza de animales de corral (gallina y conejo). En relación con el manejo del ganado vacuno, es de tipo estabulado, (amarrado al suelo mediante una cuerda y una estaca), en cambio los ovinos son pastoreados en las serranías y terrenos en descanso. 

## Autoridades políticas
Después de las elecciones subnacionales de La Paz de 2021 fueron designadas las siguientes autoridades:
Alcalde: Romer Ramirez

## Fuente
Programa de Agua Potable y Saneamiento de Pequeñas Localidades y Comunidades Rurales de Bolivia. Desarrollado por el Gobierno Nacional en 2011-2012.
- Datos: Q941395
- Multimedia: Sapahaqui / Q941395